# 新北艦
新北艦（CG-127），為2010年中華民國行政院海岸巡防署依據《強化海巡編裝發展方案─2000噸級巡防救難艦新建計畫（99-101）》所建造之巡防救難艦，隸屬海洋巡防總局北部地區機動海巡隊，目前母港為基隆港，並與北機隊其他巡防艦輪流靠泊臺北港海巡基地。未來臺北港海巡基地辦公廳舍完工後，北機隊將遷往臺北港，但仍保留基隆港公務碼頭。

## 本級艦特色
1. 本艦於五級海象（英语：Sea state）時可持續有效作業。
2. 本艦之船體結構強度及完整穩度性能於九級海象時仍具存浮能力，上述相關性能要求，以電腦模擬分析方式驗證。
3. 本艦船殼泌部設有泌龍骨及壹組非伸縮式穩定翼裝置，可兼顧高、低速時之橫搖穩定性能。
4. 本艦設有直昇機飛行甲板可供5噸之直昇機起降。
5. 本艦飲用淡水設計容量可供本船68人時，在海上持續執行30天任務。

## 歷史
- 2010年2月，決標
- 2010年9月24日，開工
- 2010年12月15日，安放龍骨
- 2011年12月，主機、推進系統就位
- 2012年4月30日，下水
- 2012年12月4日，交船
- 2013年3月14日，在高雄海域靶區首度進行實彈射擊
- 2013年3月30日，成軍

## 圖庫

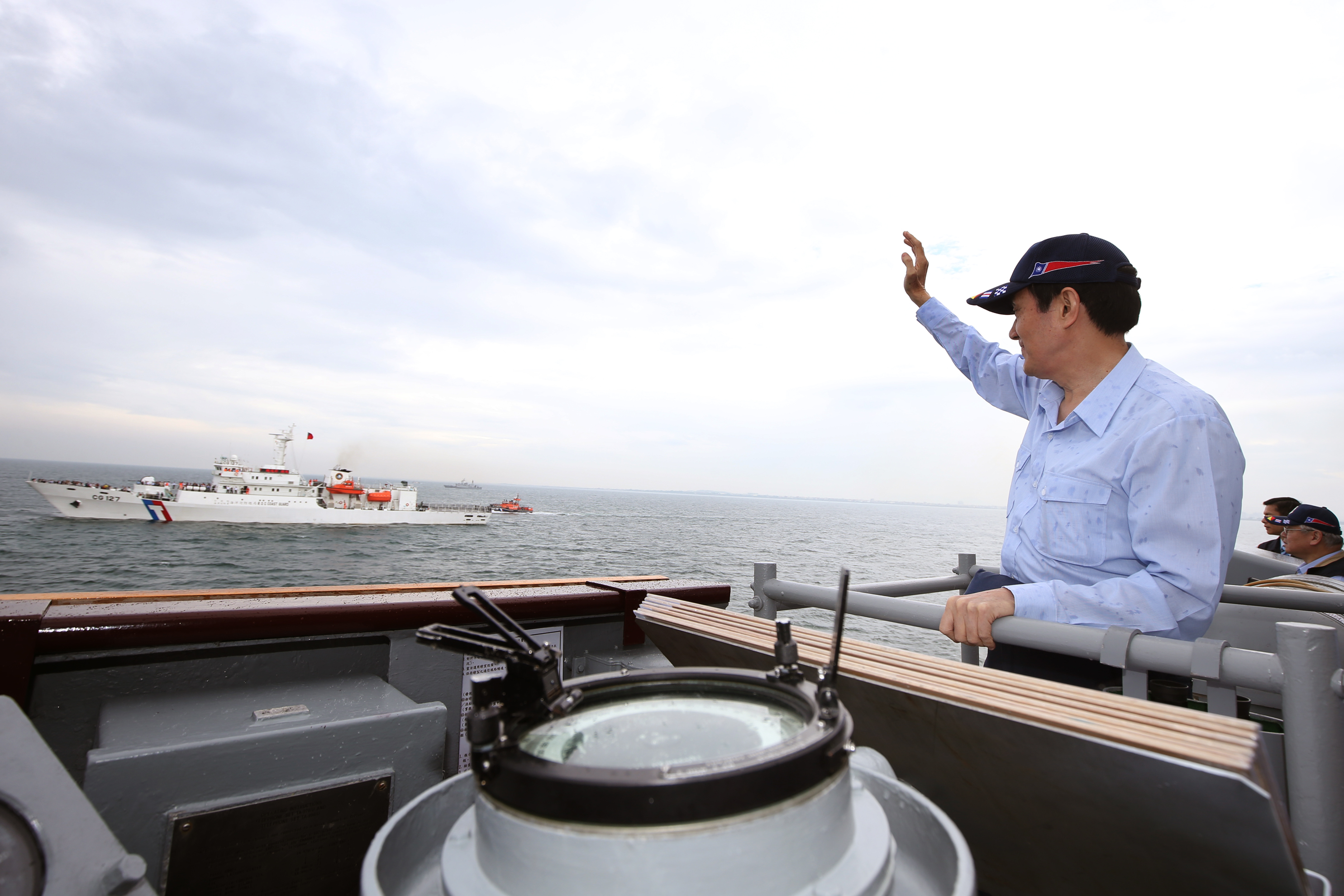
2015年中華民國總統馬英九搭乘田單號巡防艦（PFG-1110）出海驗收國軍聯合行政院海岸巡防署護漁操演，向行政院海岸巡防署海洋巡防總局新北艦（CG-127）揮手。
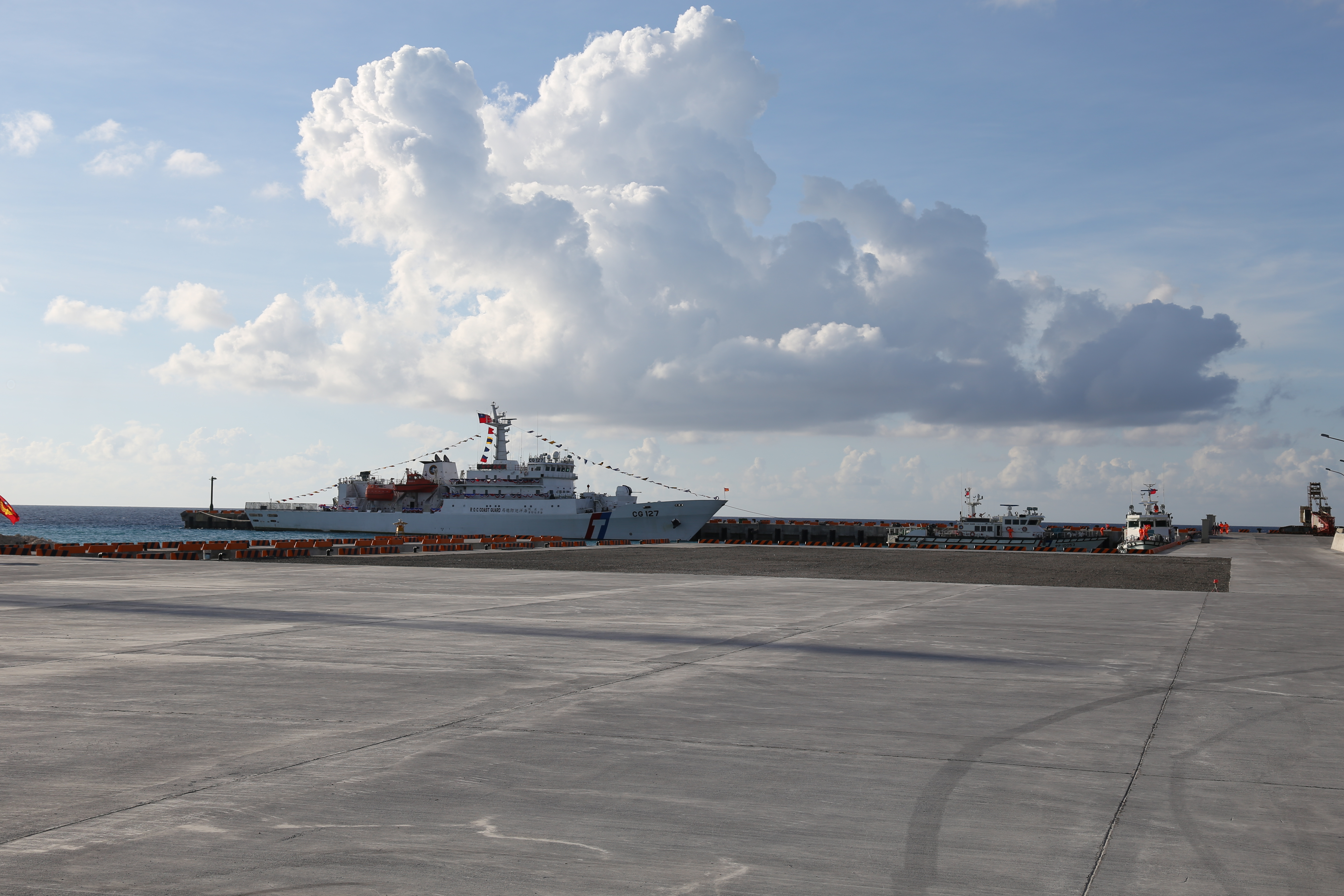
2015年12月碼頭竣工時，新北艦（CG-127）停泊太平島碼頭。